# 싸이언 터치웹
싸이언 터치웹(CYON Touch Web)은 LG전자가 2008년 3월 20일에 출시한 휴대 전화이다. 네티즌들 사이에서는 터치웹보다 아르고(Argo)라는 이름으로 널리 알려져 있다.최초로 800*480 WVGA해상도를 탑재했다는 것이 특징이다.